# Saldus
Saldus è un comune della Lettonia appartenente alla regione storica della Curlandia di 28.915 abitanti (dati 2009).

## Località
Il comune è stato istituito nel 2009 ed è formato dalle seguenti località:
- Saldus
- Ezere
- Jaunauce
- Jaunlutriņi
- Kursīši
- Lutriņi
- Nīgrande
- Novadnieki
- Pampāļi
- Ruba
- Saldus
- Šķēde
- Vadakste
- Zaņa
- Zirņi
- Zvārde